# Instytut Techno
Instytut – cykliczne wydarzenie muzyczne i organizator tychże wydarzeń promujących szeroko pojętą muzykę elektroniczną i techno odbywające się w warszawskim Instytucie Energetyki oraz Instytut Festival: Music & Art w Garnizonie Modlin. Pierwsza edycja Instytutu odbyła się 18 lutego 2000 

## Historia
Historia imprez w Instytucie sięga 2000. Za projektem stoją promotorzy z agencji Groove Control: Iwona Korzybska, Joanna Wielkopolan i Gerhard Derksen. Od początku istnienia, każda impreza odbywała się w budynku Instytutu Energetyki w Warszawie. Po siódmej edycji imprezy 19 września 2003 Instytut zawiesił organizację imprez do 2015 Działalność artystyczna została wznowiona 9 października 2015 Od tego momentu Instytut nieprzerwanie odbywa się co rok w okresie wiosennym i jesiennym. Ostatnia edycja odbyła się 27 i 28 września 2019.

## Instytut w Warszawie

### Instytut: 2000-2003
W ciągu siedmiu pierwszych edycji Instytutu, w Hali Najwyższych Napięć wystąpili m.in. Claude Young, Marco Carola, Jim Masters, Jeff Mills, Josh Wink, James Ruskin i Luke Slater. 

### Instytut od 2015
Po przerwie Instytut powrócił z jednolitą formą imprez - każdego roku w połowie maja odbywała się Edycja Wiosenna, a na przełomie września i października, Edycja Jesienna. Od 9 października 2015 w Instytucie występowali polscy i zagraniczni artyści, m.in. Cari Lekebusch, Angelo Mike, Leon, Len Faki, Marcel Dettmann, Chris Liebing, Richie Hawtin, Adam Beyer, Sam Paganini.

## Instytut Festival: Music & Art
Instytut Festival: Music & Art to pierwszy, w odróżnieniu od imprez w Instytucie Energetyki, dwudniowy festiwal muzyki elektronicznej i techno pod marką Instytut. Pierwsza edycja odbyła się 22 i 23 czerwca 2018 w Garnizonie Modlin. Podczas festiwalu na trzech scenach Main Stage, Rave Stage i Underground Stage zagrało łącznie ponad sześćdziesięciu artystów muzycznych, wśród nich Nina Kraviz, Chris Liebing, Marcel Dettmann, Kobosil, Randomer, Dasha Rush i wielu innych.
Druga edycja Instytut Festival: Music & Art odbyła się 21 i 22 czerwca 2019 w Garnizonie Modlin.

## Projekty
Wśród pobocznych projektów pod marką Instytut można wymienić cykle Instytut Takeover, Instytut Przesył oraz Sadzimy Techno Las – pierwszą w Polsce imprezę techno promującą ekologiczny styl życia podczas której uczestnicy sadzili drzewa. Pierwsza edycja odbyła się we wrześniu 2018 w Stefanowie. Druga edycja powróciła do tego samego miejsca w maju 2019. Kolejne pięć edycji Sadzimy Techno Las również odbyły się w miejscowości Stefanów. Zmianą na rok 2025 jest nowe miejsce festiwalu, które zostanie ogłoszone bliżej lata 2025. 